# Port Sainte-Lucie
Port Sainte-Lucie, couramment écrit Port St. Lucie[réf. nécessaire], est une ville américaine située dans le comté de Sainte-Lucie, dans l'est de la Floride.

## Démographie
| 1970 | 1980   | 1990   | 2000   | 2010    | - |
| ---- | ------ | ------ | ------ | ------- | - |
| 330  | 14 690 | 55 866 | 88 769 | 164 603 | - |

La population de la ville était en 2007 de 144 159 habitants. Port Sainte-Lucie est une ville nouvelle fondée en 1961. Sa population a augmenté très fortement depuis le début des années 1980 pour passer de 15 000 habitants à près de 150 000 aujourd'hui.

## Sport
La ville est le lieu des entraînements de printemps des Mets de New York, club des ligues majeures de baseball. Les Mets jouent leur matches et s'entraînent au First Data Field, qui est également le domicile des Mets de Sainte-Lucie, club de niveau A évoluant en Ligue de l'État de Floride, et des Mets de la Côte du Golfe, club de niveau recrue évoluant en Ligue de la Côte du Golfe.

## Sources et références
1. ↑  (en) « Statistiques des États-Unis - Floride - Profils des communautés de 2010 » (consulté en juillet 2021)

- (en) Cet article est partiellement ou en totalité issu de l’article de Wikipédia en anglais intitulé « Port St. Lucie, Florida » (voir la liste des auteurs).